# Mauro Bianchi
Mauro Bianchi (Milán; 31 de julio de 1937) es un expiloto de automovilismo belga nacido en Italia. Ganó los 500 km de Nürburgring de 1965 junto a su hermano Lucien, y el Gran Premio de Macao de 1966 y participó en seis ediciones de las 24 Horas de Le Mans en 1962, 1964, 1965, 1966, 1967 y 1968.

## Vida personal
Bianchi nació en Milán, Italia, pero se mudó a Bélgica en 1946 cuando aún era un niño, con su padre, que era mecánico de carreras y trabajaba, antes de la Segunda Guerra Mundial, en el departamento de competición de Alfa Romeo. Su hermano, Lucien Bianchi, también fue piloto de carreras. Condujeron juntos a la victoria en los 500 km de Nürburgring de 1965. Su nieto, Jules, quien hizo su debut en la Fórmula 1 con el equipo Marussia en 2013 compitiendo bajo bandera francesa, falleció en 2015 como resultado de las lesiones sufridas en el Gran Premio de Japón de 2014.

## Carrera
Bianchi se unió al equipo Alpine en 1964, con el que compitió en varias categorías, incluidas la Fórmula 3, Fórmula 2 y carreras de resistencia. Ganó el Gran Premio de Macao de 1966, convirtiéndose en el único belga en lograrlo. Bianchi más tarde ganó la clase P1.6 en las 24 Horas de Le Mans de 1967. Durante la edición de 1968 se vio envuelto en un gravísimo accidente. Tras el fatal accidente de su hermano en 1969, Bianchi decidió retirarse de las carreras.
Posteriormente fue ingeniero y piloto de pruebas de Venturi.

## Resultados

### 24 Horas de Le Mans
| Año     | Equipo                         | Copilotos         | Automóvil   | Clase  | Vueltas | Pos. | Pos. Clase |
| ------- | ------------------------------ | ----------------- | ----------- | ------ | ------- | ---- | ---------- |
| 1964    | Société des Automobiles Alpine | Jean Vinatier     | Alpine M64  | P 1.15 | 230     | DNF  | DNF        |
| 1965    | Société Automobiles Alpine     | Henri Grandsire   | Alpine M65  | P 1.3  | 32      | DNF  | DNF        |
| 1966    | Société Automobiles Alpine     | Jean Vinatier     | Alpine A210 | P 1.3  | 306     | 13.º | 4.º        |
| 1967    | Société Automobiles Alpine     | Jean Vinatier     | Alpine A210 | P 1.6  | 311     | 13.º | 1.º        |
| 1968    | Ecurie Savin-Calberson         | Patrick Depailler | Alpine A220 | P 3.0  | 257     | DNF  | DNF        |
| Fuente: |                                |                   |             |        |         |      |            |